# Ölands alunbruk
Ölands alunbruk , eller Södra bruket, var ett alunverk strax söder om Degerhamn i Mörbylånga kommun på Öland. Det var verksamt från 1806 till 1890-talet.
Ryttmästaren Axel Adlersparre och handelsmannen Theodor Foenander grundade 1804 Ölands alunbruk. Tillverkningen av alun började 1806. Vid denna tid hade man lärt sig att använda alunskiffret också som bränsle istället för ved. I slutet av 1810-talet var Ölands alunbruk det största alunverket i Skandinavien. Skifferbrotten, som var dagbrott, sträckte sig närmare en och en halv kilometer utmed kanten av landborgen, med de äldsta brotten mot norr. 
Kring fabriken växte ett samhälle fram med bostäder för arbetarna, bruksherrgård, kontor och lanthandel. Bruket drev också ett stort jordbruk för att bidra till försörjningen av arbetarna. Som mest - på 1820-talet - hade bruket över 300 anställda män, kvinnor och barn, varav en tredjedel var unga pojkar och flickor. 
Tillverkningen av alun upphörde på 1890-talet. Kvar finns ett vattenpumpverk som drevs med vindkraft, en smedja, ett stenhus och en hög fabriksskorsten, samt 
arbetarbostäder längs Alunbruksgatan. Omkring industriområdet finns slagghögar av rödfyr.
Ölands alunbruk och grannföretaget Norra bruket (tidigare Lovers alunbruk) köptes 1886 av det nybildade företaget Ölands Cement i Degerhamn.

## Bildgalleri

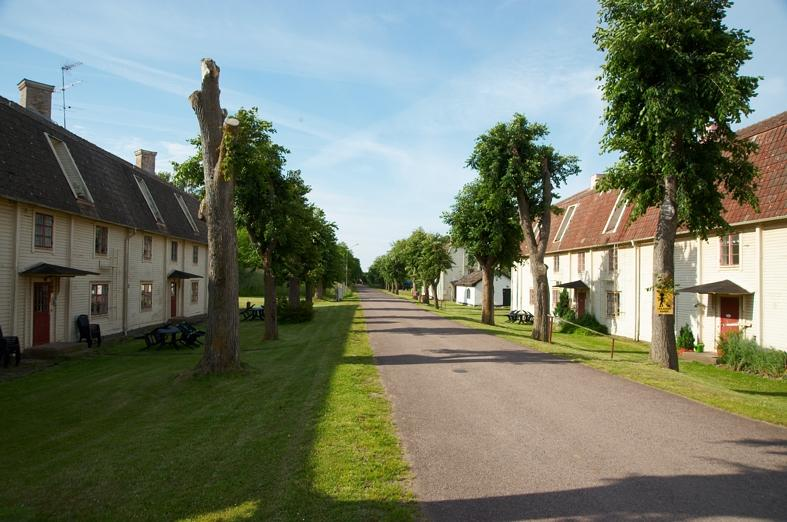
Arbetarbostäder på Alunbruksgatan
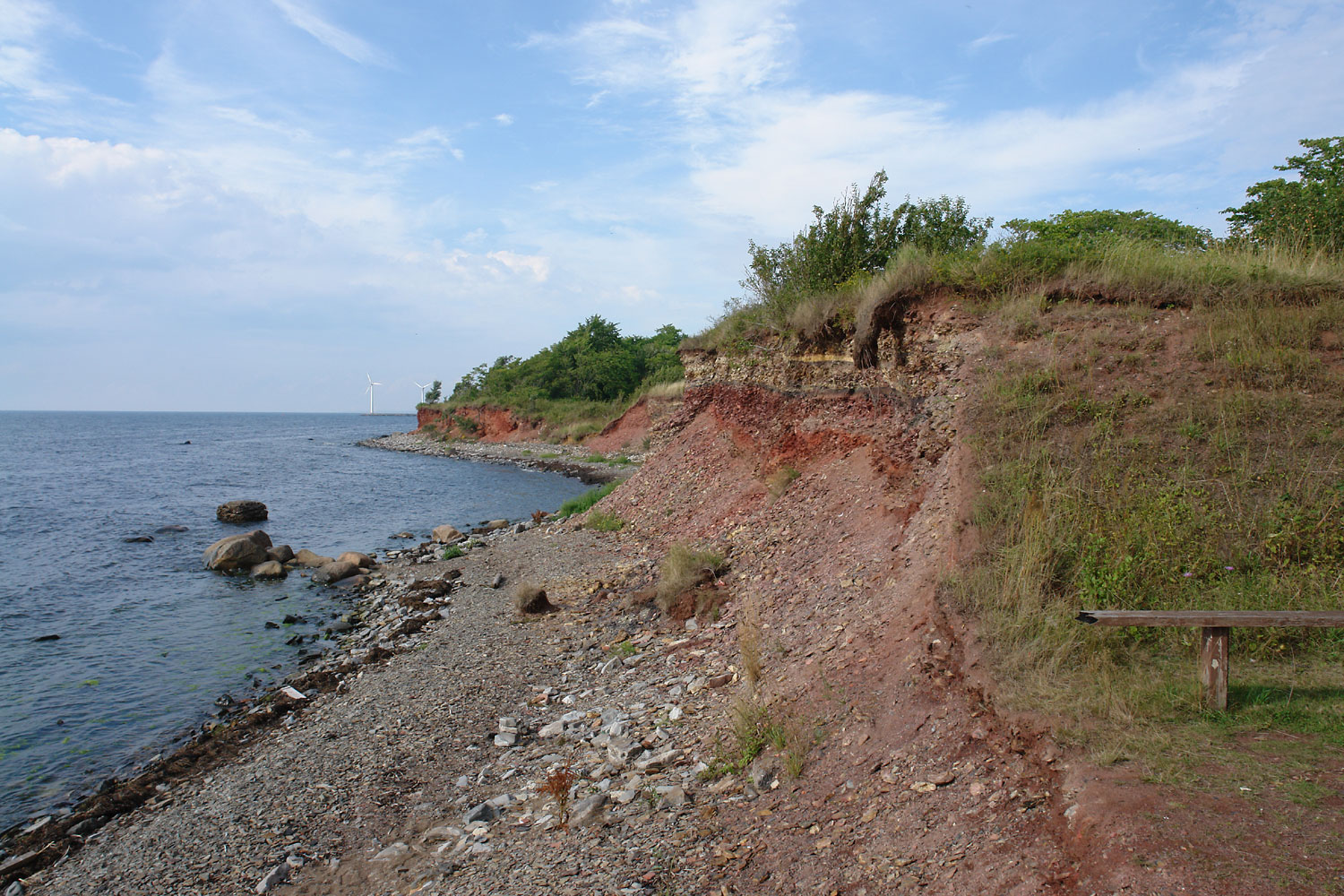
Alunskifferlager